# Seekriegsflagge

Vexillologisches Symbol für Seekriegsflaggen nach W. Smith

Als Seekriegsflagge wird die Flagge bezeichnet, die von Kriegsschiffen als Nationalflagge gehisst wird. Die Bezeichnung bedeutet allerdings nicht, dass sich die Nation im Krieg befindet, sondern dass die Nutzung lediglich dem Militär vorbehalten ist. Andere Bezeichnungen sind  Kriegsflagge zur See, Militärflagge zur See, Marinekriegsflagge oder Marineflagge.
Nach § 29 des internationalen Seerechtsübereinkommens (UNCLOS) ist die Marineflagge der jeweiligen nationalen Seestreitkräfte eine Variante der vorgeschriebenen Kennzeichnungen als Kriegsschiff. Andere Kennzeichnungen in Schriftform (an den Schiffen oder in Listen) richten sich nach den nationalen Normen oder Vorschriften, die meist mit Alliierten Streitkräften, wie mit der Anti-Hitler-Koalition oder der NATO, koordiniert wurden/sind. Historisch dazu bekannt sind Präfixe von Schiffsnamen#Verwendung von Präfixen bei Kriegsschiffen und hoheitlich genutzten Wasserfahrzeugen.
Neben der Handelsflagge gehört sie zu den ursprünglichen Ausprägungen der Nationalflagge. Zusätzlich zur Kriegsflagge führen militärische Schiffe im Hafen meist auch eine Gösch. Deren Gestaltung ist oft von der Kriegsflagge abgeleitet, kann aber vereinfacht sein oder ein anderes Seitenverhältnis haben.

## Deutschland
Die Kriegsschiffe der Deutschen Marine und ständig besetzte Signalstellen führen die Dienstflagge der Seestreitkräfte der Bundeswehr, die einer als Doppelstander ausgeführten Bundesdienstflagge entspricht. Die zivil besetzten Hilfsschiffe und Landdienststellen der Marine führen die Bundesdienstflagge. Als Gösch wird eine verkleinerte Version der jeweiligen Flagge geführt.
| Flagge der Deutschen Marine |

### Historische deutsche Kriegsflaggen
Im Deutschen Reich 1871 bis 1945 wurde die deutsche Kriegsflagge als Reichskriegsflagge bezeichnet. Näheres siehe dort.

Reichsflotte 1848–1852
Norddeutscher Bund 1867–1871, Deutsches Reich 1871–1892
Deutsches Reich 1892–1903
Deutsches Reich 1903–1919 de facto bis 1921
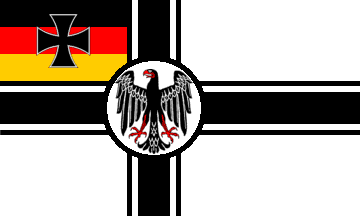
Deutsches Reich (Weimarer Republik) 1919 nie im Einsatz
Deutsches Reich (Weimarer Republik) 1921–1933
Deutsches Reich 1933–1935
Deutsches Reich 1935–1945
DDR (Kriegsschiffe) 1955–1990
DDR (Hilfsschiffe) 1955–1990
DDR (Grenzbrigade)

## Österreich
Als Flagge der Schiffe des österreichischen Militärs ist die Bundesdienstflagge bestimmt.
| Österreichische Bundesdienstflagge |

### Historische österreichische Kriegsflaggen

Österreich 1786–1869
Österreich-Ungarn 1869–1918

## Schweiz
Die Patrouillenboote der Motorbootkompanie des Schweizer Heeres, die auf Binnengewässern patrouillieren, führen statt der sonst üblichen quadratischen Nationalflagge die Schweizerflagge zur See, die ein Seitenverhältnis von 2:3 hat.
| Flagge der Schweiz |

## Andere Staaten
Die meisten Staaten nutzen als Kriegsflagge die normale Ausführung der Staatsflagge. In anderen Staaten existiert keine Seekriegsflagge, da diese nur Binnengewässer haben. Patrouillenboote führen hier meist die Dienstflagge bzw. die normale Staatsflagge.
Die nachfolgenden Listen sind nicht vollständig, sondern sollen nur einen Überblick anhand einiger Beispiele bieten.

### Ensigns
Eine der ersten speziellen Kriegsflaggen war das britische White Ensign. Heute führen vor allem ehemalige britische Kolonien White Ensigns als Kriegsflagge, aber auch viele andere Staaten haben sich für ähnliche Flaggen entschieden.
| Vereinigtes Königreich | Australien | Ghana               | Indien  | Jamaika  | Litauen |
| Neuseeland             | Südafrika  | Trinidad und Tobago | Ukraine | Bolivien |         |

### Zusätzliches Wappen
| Ägypten | Algerien  | Bolivien | Costa Rica | Dom. Republik | El Salvador   | Guatemala | Haiti     |
| Italien | Kolumbien | Kroatien | Marokko    | Peru          | Saudi-Arabien | Thailand  | Venezuela |

### Doppelstander und andere Standerformen
| Dänemark | Island | Norwegen | Schweden | Deutschland | Estland | Finnland | Polen |

### Andere Proportionen
| Ecuador | Frankreich | Guyana | Pakistan |

### Eigenes Design
| Albanien | Aserbaidschan | Belgien  | Bulgarien | VR China | Georgien | Israel |
| Japan    | Kasachstan    | Lettland | Mauritius | Russland | Tonga    | Ungarn |